# Матч всех звёзд НХЛ 1959
13-й матч, матч всех звёзд НХЛ прошел 3 октября 1959 года в Монреале, Канада.
В составе «звёзд» не оказалось бастовавших тогда из-за новых контрактов Бобби Халла, Тода Слоана, Пьерра Пилота (все «Чикаго»), Дика Даффа и Тима Хортона (оба из «Торонто»). У «Канадиэнс» отличились Жан Беливо — 2 гола и защитник Даг Харви — три передачи.